# Булахов, Пётр Александрович
Пётр Александрович Булахов (ок. 1793 — 1837, Москва) — русский оперный певец (тенор).

## Биография
Пётр Булахов родился в 1793 году.
Глава известной даровитой семьи российских певцов Булаховых. Начал свою певческую карьеру в одном из частных хоров, где работал долгое время. Затем он вышел на московскую сцену.
Пётр обладал сильным и звучным грудным тенором, владея прекрасными методами пения. Он долго был любимцем московской публики. Особенно удачно исполнял он теноровые партии в операх Буальдьё: «Калиф Багдадский», «Жан Парижский», «Белая дама» — весьма модных в 20-х и 30-х годах, а также в опере «Отец и дочь», в которой с замечательным искусством пел арию под аккомпанемент кларнета. Был первым исполнителем романса «Соловей» А. А. Алябьева.
Пётр Александрович Булахов скончался в 1837 году в городе Москве.